# Calyptrocarya irwiniana
Calyptrocarya irwiniana är en halvgräsart som beskrevs av Tetsuo Michael Koyama. Calyptrocarya irwiniana ingår i släktet Calyptrocarya och familjen halvgräs. Inga underarter finns listade i Catalogue of Life.